# Polyscias aherniana
Polyscias aherniana är en araliaväxtart som först beskrevs av Elmer Drew Merrill, och fick sitt nu gällande namn av Lowry och G.M.Plunkett. Polyscias aherniana ingår i släktet Polyscias och familjen Araliaceae. Inga underarter finns listade.